# Jessie Mackay

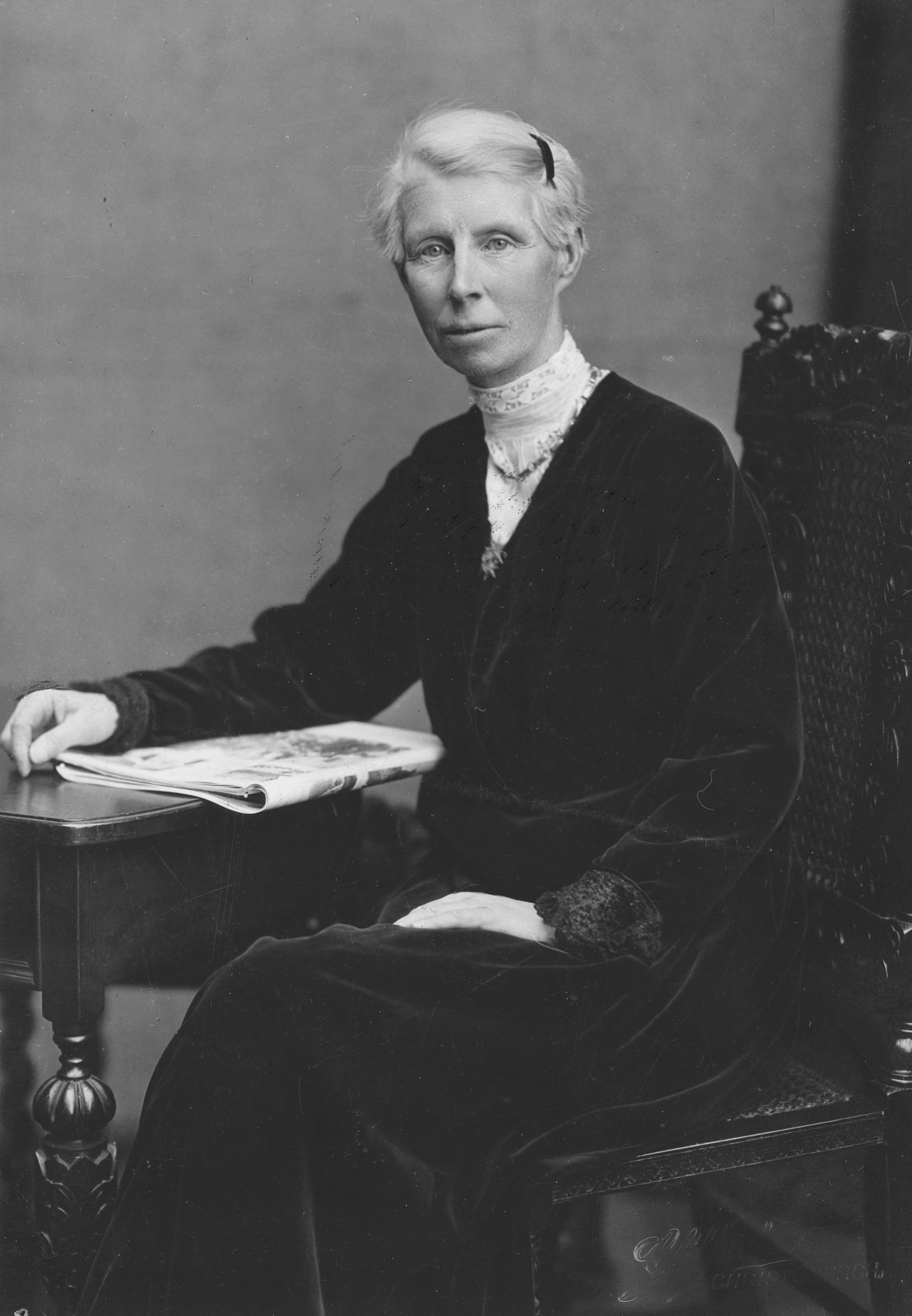
Jessie Mackay (um 1929)

Jessie Mackay (* 15. Dezember 1864 in der Double Hill Station, oberhalb des Rakaia Gorge, in der Region Canterbury, Neuseeland; † 23. August 1938 in Christchurch, Neuseeland) war eine neuseeländische Lehrerin, Dichterin, Journalistin und Feministin.

## Leben
Jessie Mackay wurde am 15. Dezember 1864 in der Double Hill Station genannten Farm oberhalb des Rakaia Gorge geboren. Andere Quellen geben Rakaia als Geburtsort an, der rund 80 km weiter flussabwärts des Rakaia River liegt.
Sie war die älteste Tochter von Elizabeth Ormiston und Robert Mackay, die beide 1863 auf der Brothers Pride nach Neuseeland immigrierten und nach einem Seuchenausbruch auf dem Schiff wohlbehalten im Dezember in Lyttelton erreichten. Ihr Vater fand einen Job als Schafzüchter in der Double Hill Station der Redcliff genannten Farm. Dort muss auch Jessie Mackay geboren und die ersten fünf Jahre ihres Lebens aufgewachsen sein. Zwei weitere Geschwister wurden dort ebenfalls geboren. Als die Double Hill Station 1874 verkauft wurde, bekam ihr Vater auf der Redcliff-Farm einen Job als Manager der Farm.
Bis in das Jahr 1879 wurde Jessie Mackay von ihrer Mutter unterrichtet.
Im Alter von 14 Jahren ging sie nach Christchurch, um in der dortigen Christchurch Normal School als Lehrer ausgebildet zu werden. von 1887 bis 1890 unterrichtete sie in der Kakahu Bush School und von 1993 bis 1994 in Ashwick Flat.
1898 zog sie nach Dunedin, um dort für den Otago Witness als Journalistin zu arbeiten, zog aber 1902 wieder zurück nach Christchurch, um in der  Inveresk School wieder als Lehrerin tätig zu werden. 1904 musste sie wegen Krankheit die Lehrtätigkeit aufgeben, schrieb aber weiterhin für den Otago Witness. Im Jahr 1906 bekam sie eine Stelle als sogenannter „Lady Editor“ bei der Canterbury Times. Als das Blatt im Jahr 1917 eingestellt wurde, arbeitete sie als Freelancer für den White Ribbon, dem Journal der Women’s Christian Temperance Union of New Zealand, dem britischen feministischen Journal, Jus Suffragii, dem Votes for Women and the Common Cause und für das wöchentliche erscheinende Blatt Time & Tide als neuseeländische Korrespondentin. 1921 reiste sie nach England, Irland, Schottland und nahm im Januar 1922 am Irish Race Congress in Paris als Repräsentantin Neuseelands für die Society for Self-Determination for Ireland teil.
Jessie Mackay verstarb am 23. August 1938 in Christchurch.

## Dichterin
Jessie Mackay’s erster Gedichtband erschien als sie 25 Jahre alt war. Trotz ihres Engagement für und in der Frauenbewegung jener Tage und des Arbeitens als Lehrerin und Journalistin, fand sie noch Zeit sich dem Gedichte schreiben zu widmen. 1897 überreichte sie ein handgeschriebenes Manuskript mit über 100 Gedichten an Edward Robert Tregear, selbst Dichter und zu dieser Zeit Leiter des Department of Labour. Eine Reihe dieser Gedichte wurden später in Land of the morning veröffentlicht.
Als Jessie Mackay 1938 verstarb, war die Art ihrer Poesie veraltet. Für das, wofür sie in ihrem Leben eintrat entweder gewonnen, wie das Wahlrecht oder die irische Unabhängigkeit, oder war verloren, wie die Art der Mäßigung, wofür sie eintrat. Die nationalistischen Dichter und Kritiker der 1930er Jahre lehnten ihr Werk ab.

## Werke
- 1889 – The spirit of the rangatira and other ballads. George Robertson & Co, Melburne 1889 (englisch, Online [abgerufen am 21. Juli 2021]).
- 1891 – The sitter on the rails, and other poems. Simpson and Wiliams, Christchurch 1891 (englisch, Online [abgerufen am 21. Juli 2021]).
- 1908 – From the Maori sea. Whitcombe and Tombs, Christchurch 1908 (englisch, Online [abgerufen am 21. Juli 2021]).
- 1909 – Land of the morning. Whitcombe and Tombs, Christchurch, Melburne 1909 (englisch, Online [abgerufen am 21. Juli 2021]).
- 1911 – Poems of Jessie Mackay. Lothian, Melburne 1911 (englisch, Online [abgerufen am 21. Juli 2021]).
- 1926 – The bride of the rivers & other verses. Simpson & Williams, Christchurch 1926 (englisch, Online [abgerufen am 21. Juli 2021]).
- 1935 – Vigil. Whitcombe & Tombs, Auckland 1935 (englisch, Online [abgerufen am 21. Juli 2021]).